# Kuorpavartojaure
Kuorpavartojaure är en sjö i Gällivare kommun i Lappland och ingår i Luleälvens huvudavrinningsområde. Sjön har en area på 0,591 kvadratkilometer och ligger 575 meter över havet. Kuorpavartojaure ligger i Sjaunja Natura 2000-område.

## Delavrinningsområde
Kuorpavartojaure ingår i det delavrinningsområde (749044-164760) som SMHI kallar för Utloppet av Kuorpavartojaure. Medelhöjden är 605 meter över havet och ytan är 4,85 kvadratkilometer. Det finns inga avrinningsområden uppströms utan avrinningsområdet är högsta punkten. Vattendraget som avvattnar avrinningsområdet har biflödesordning 3, vilket innebär att vattnet flödar genom totalt 3 vattendrag innan det når havet efter 326 kilometer. Avrinningsområdet består mestadels av skog (39 procent), öppen mark (18 procent) och kalfjäll (23 procent). Avrinningsområdet har 0,76 kvadratkilometer vattenytor vilket ger det en sjöprocent på 15,6 procent.